# Бурбей
Бурбей — река в России, протекает в Койгородском и Прилузском районах Республики Коми. Устье реки находится в 33 км по левому берегу реки Тулом. Длина реки составляет 54 км.
Река берёт начало среди холмов Северных Увалов в 17 км к востоку от посёлка Подзь. Исток находится на водоразделе Северной Двины и Печоры, рядом находятся верховья реки Тыбъю. Генеральное направление течения — юго-запад и запад. Верхнее течение проходит по Койгородскому району, нижнее — по Прилузскому. Всё течение проходит по ненаселённому холмистому таёжному массиву. Приток — Сюзя (левый). Впадает в Тулом в 18 км к северо-востоку от посёлка Вухтым. Ширина реки в низовьях — 6 метров.

## Данные водного реестра
По данным государственного водного реестра России и геоинформационной системы водохозяйственного районирования территории РФ, подготовленной Федеральным агентством водных ресурсов:
- Бассейновый округ — Двинско-Печорский
- Речной бассейн — Северная Двина
- Речной подбассейн — Малая Северная Двина
- Водохозяйственный участок — Юг
- Код водного объекта — 03020100212103000012419